# Federico Bernagozzi
Federico Bernagozzi (Portomaggiore, 29 luglio 1859 – Ferrara, 1º febbraio 1916) è stato un pittore italiano, attivo dalla fine del XIX secolo all'inizio del XX secolo.

## Biografia

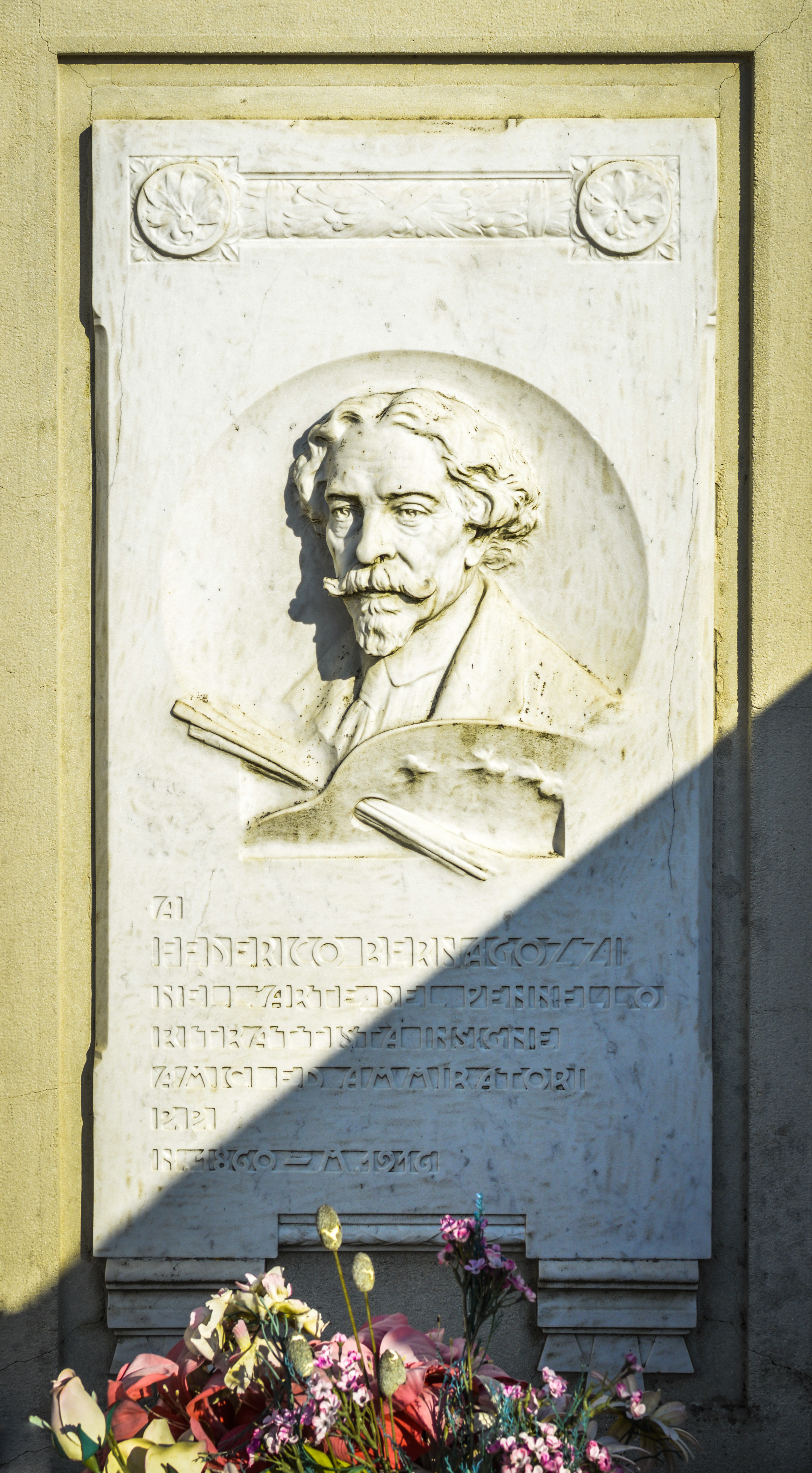
Bassorilievo della tomba di Federico Bernagozzi. Opera di Giacomo Zilocchi, 1916, cimitero di Portomaggiore.

Nato in una famiglia non benestante a Borgo Crispo di Portomaggiore (Ferrara), ebbe una forte propensione al disegno fin da piccolo. Il conte Antonio Aventi ammirò le doti precoci del ragazzo, e volle che il pittore Giuseppe Mazzolani gli fornisse le prime lezioni di disegno e pittura. Da lui il giovane Federico assimilò una forte inclinazione per la ritrattistica e alla morte di Giovanni Pagliarini nel 1878 divenne il miglior ritrattista ferrarese. Sempre grazie al conte Aventi e ad alcuni suoi amici della nobiltà e al Comune di Portomaggiore, partì per Firenze dove approfondì i suoi studi presso l'Accademia di Belle Arti. 
Qui entrò in contatto con gli esponenti del movimento dei macchiaioli e del nascente naturalismo verista.
Dopo gli studi accademici ritornò a Ferrara, dove eseguì rari paesaggi ma una grande quantità di ritratti dal vero o da fotografie di amici, famigliari e committenti. Partecipò con alcune opere all'Esposizione Nazionale Artistica di Venezia del 1887, insieme a  Giovanni Segantini, John Singer Sargent, Giacomo Grosso, Cesare Tallone, Antonio Mancini, Basilio Cascella.
Le condizioni sociali ed economiche del periodo lo fecero avvicinare alla vita politica; Bernagozzi abbracciò gli ideali socialisti e divenne un attivista frequentando scioperi e assemblee; si allontanò dall'impegno della pittura rifiutando l'invito di Giovanni Boldini, che lo stimava, a raggiungerlo a Parigi. La frequentazione delle osterie insieme ad alcuni sodali fu verosimilmente la causa del fallimento del suo matrimonio: nel 1902 la moglie, Ebe Spinalba Lacchini, fu costretta ad abbandonarlo trasferendosi con i quattro figli a Bologna.
Dieci suoi ritratti sono conservati e visibili presso il Teatro Sociale della Concordia di Portomaggiore: spiccano quelli della sarta Annunziata Milani, suocera del pittore Giuseppe Sani, e della giovane Jole Zagatti; insieme a questi, sono conservati anche 10 ritratti di ferraresi illustri eseguiti da Remo Brindisi.
Altre sue opere sono conservate presso il Museo d'arte moderna e contemporanea di Ferrara, presso la collezione d'arte dell'ex Cassa di Risparmio di Ferrara (oggi BPER Banca) e presso l'Assicoop Modena & Ferrara (un volto di ragazza già nella Galleria de' Fusari di Bologna).

## Premio speciale Federico Bernagozzi
Viene istituito nel 1977 il premio Federico Bernagozzi, voluto da Lindo Guernieri e Mario Masperi. Nello stesso anno viene istituzionalizzato ufficialmente dal Comune di Portomaggiore. Il premio viene assegnato annualmente dalla Giunta Comunale e conferito ad un personaggio ferrarese distintosi nei campi dell'arte, della cultura o della scienza.
Tra i premiati vi sono Nemesio Orsatti, Remo Brindisi, Michelangelo Antonioni, Folco Quilici, Florestano Vancini, Giorgio Bassani, Lanfranco Caretti, Carlo Zaghi, Carlo Rambaldi, Francesco Conconi, Ruben Buriani, Vincenzo Cavallari, Luigi Preti, Everardo Dalla Noce, Roberto Pazzi, Vittorio Sgarbi, Milva, Claudio Abbado, Paolo Carlini, Ellade Bandini, Francesco Bernardi, Arnoldo Foà, Ares Tavolazzi, Michele De Lucchi, Federico Varese, Vasco Brondi.